# منظمة SWCHA الرياضية
SWCHA هي منظمة رياضية تجمع المدارس المنزلية في جنوب شرق ولاية ويسكونسن؛ ومن هنا جاء الاسم: ألعاب القوى للمدارس المنزلية المسيحية في جنوب شرق ولاية ويسكونسن، واختصارها بالإنجليزية SWCHA. موقع SWCHA الرياضي

## روابط خارجية
- SWCHA's Athletic Site